# John Ward (1er vicomte Dudley et Ward)
Pour les articles homonymes, voir John Ward et Ward.
John Ward, (1er vicomte Dudley et Ward (6 mars 1704 - 6 mai 1774), connu sous le nom de John Ward jusqu'en 1740 et en tant que 6e baron Ward de 1740 à 1763, est un homme politique conservateur britannique qui siège à la Chambre des communes de 1727 1734.

## Biographie
Il est le fils de William Ward (1677-1720) (en) et le petit-fils de l'hon. William Ward (décédé en 1714), deuxième fils de Humble Ward (1er baron Ward) (en). Sa mère est Mary, fille de l'hon. John Grey, fils cadet de Henry Grey (1er comte de Stamford). Il hérite du domaine Willingsworth et du reste du manoir de Sedgley à la mort de son père en 1720, ainsi que de la partie des domaines de Dudley après le décès de son cousin William Ward, 5e baron Ward en 1740.
Il est élu au Parlement pour Newcastle-sous-Lyme en 1727, poste qu'il occupe jusqu'en 1734. En 1740, il succède à son cousin en tant que sixième baron et entre à la Chambre des lords. Il est ensuite créé 1er vicomte Dudley et Ward, de Dudley dans le comté de Worcester en 1763.

## Mariage et descendance
Il épouse d'abord Anna Maria, fille de Charles Bourchier, en 1723 pui se remarie à Mary, fille de John Carver, en 1745. Il y a des enfants des deux mariages. Il meurt en mai 1774, à l'âge de 70 ans. Son fils, son premier mariage, John, lui succède. Son fils de son deuxième mariage, William Ward (3e vicomte Dudley et Ward) (qui est devenu vicomte en 1788), est le père de John Ward, ministre des Affaires étrangères de 1827 à 1828. Mary, la vicomtesse Dudley et Ward, survit à son mari huit ans et est décédée en 1782.